# 新日石ビルヂング
新日石ビルヂング（しんにっせきビルヂング）は、東京都千代田区丸の内三丁目に所在するオフィスビルである。

## 歴史
丸の内三丁目の、東京都庁舎に隣接したこの地には、1922年竣工の日石ビルディング（旧称 有楽館）があり、1962年8月に西新橋の日石本館に移転するまで日本石油（現 ENEOS）が本社を置いていた。1963年頃には、地権者である三菱地所により周辺のビルと一括で建て替える構想があったが、建物所有者である日本石油との交渉がまとまらず、本区画を除いたL字型の部分に、1967年に新国際ビルヂングが竣工した。日本石油本社の移転後は、同社子会社の日石不動産により貸ビルとして運営されてきたが、建物の老朽化が進み、1978年12月には土地の賃貸借契約が満了することから、建物の改築が計画された。三菱地所と日本石油との間で、一定の比率で借地権と底地との交換が行われ、敷地を分割して両社がそれぞれ土地を所有し、共同で新ビルを建設することとなった。旧ビルは1979年6月より解体され、同年9月より本体工事に着手。1981年7月に、新たな「新日石ビルヂング」が竣工した。日本石油は、2002年から2010年まで新日本石油（略称 新日石）の社名を使用していたが、直接の建物名の由来ではない。

## 建築
南側と西側の2方向を新国際ビルヂングに接する。軒高や壁面線は新国際ビルや近接する新東京ビルヂングに合わせて統一感を持たせ、地下駐車場も新国際ビルの既存のものと一体で運営し、道路の混雑対策に配慮した。